# Spetsstjärtad präriehöna
Spetsstjärtad präriehöna (Tympanuchus phasianellus) är en fågel i familjen fasanfåglar inom ordningen hönsfåglar.

## Kännetecken

### Utseende
Spetsstjärtad präriehöna är en brunmönstrad 38–48 cm lång hönsfågel, mycket lik och nära släkt med övriga präriehöns i Tympanuchus. Denna art urskiljer sig framför allt genom den ljusa och spetsiga stjärten, med två förlängda mittersta stjärtpennor. Den har vidare en liten tofs på huvudet och vitfläckade vingtäckare, ej bandade. Buken är ljus med mörka pilspetsade fjäll, inte tvärbandad som hos mindre och större präriehöna. Under spelet blåser hanen likt övriga präriehöns upp en strupsäck, hos denna art lilafärgad, och de gula ögonbrynen sväller upp.

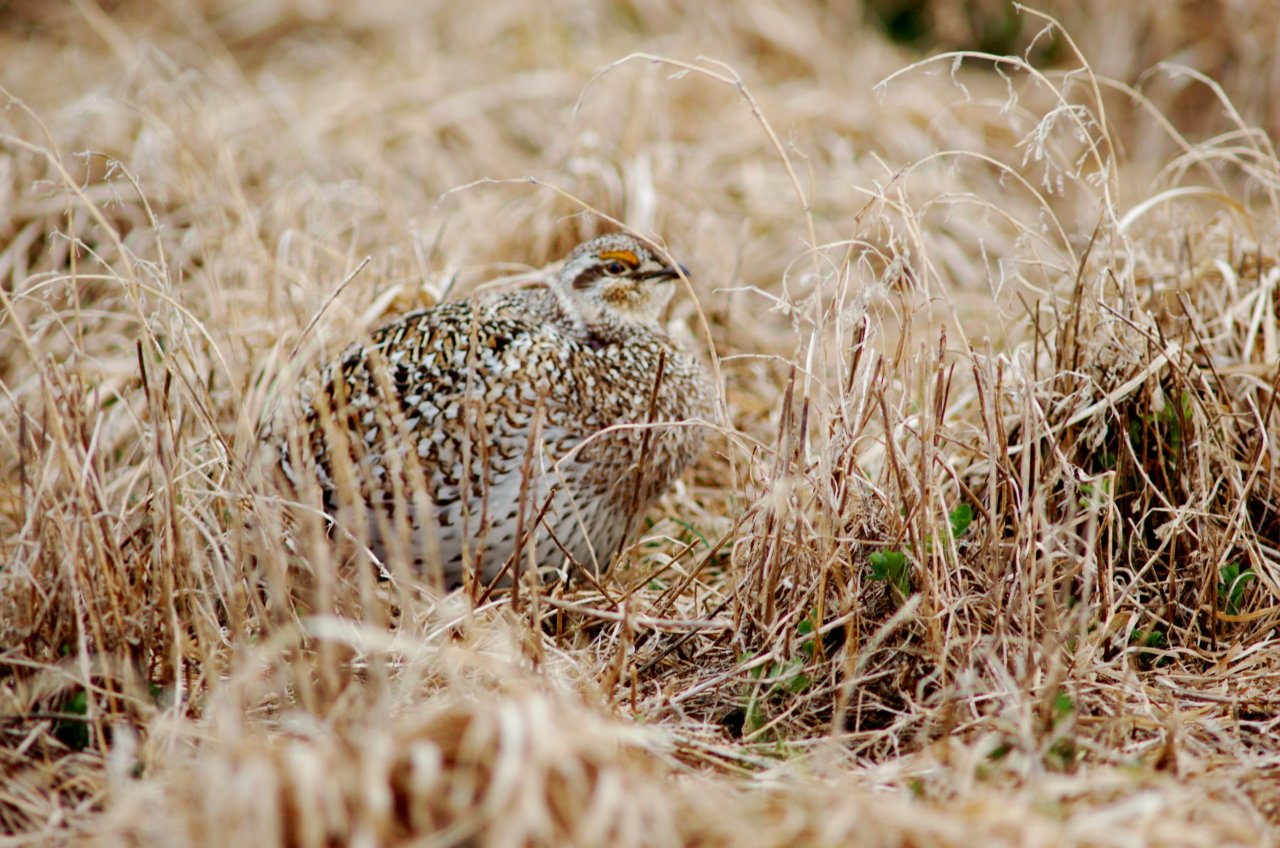

### Läte
Under spelet hörs från hanen märkliga hoande ljud, ljusare och mer varierade än hos de övriga präriehönsen. De blandas med kvackande "wek" och ett torrt skallrande ljud.

## Utbredning och systematik
Spetsstjärtad präriehöna delas in i sex underarter med följande utbredning:
- Tympanuchus phasianellus caurus – norra Alaska till södra Yukon, norra British Columbia och norra Alberta
- Tympanuchus phasianellus kennicotti – Mackenziefloden till Great Slave Lake
- Tympanuchus phasianellus phasianellus – norra Manitoba till norra Ontario och väst-centrala Quebec
- Tympanuchus phasianellus campestris – södra Manitoba till norra Michigan, Minnesota och Wisconsin
- Tympanuchus phasianellus jamesi – nord-centrala Alberta och Saskatchewan till Colorado och Nebraska
- Tympanuchus phasianellus columbianus – nord-centrala British Columbia till östra Oregon, norra Utah och västra Colorado

De tre arterna präriehöns i Tympanuchus står mycket nära varandra genetiskt. Det tyder på att de antingen utvecklades i isolering under pleistocen och att sedermera hybridisering fördunklar de genetiska skillnaderna, eller att den ursprungliga arten utvecklades mycket senare. Spetsstjärtad präriehöna hybridiserar rätt utbrett med större präriehöna där utbredningsområdena möts. På Manitoulin Island i Ontario kan hela fem till 25% av populationen utgöra hybrider.

### Släktskap
Präriehönsen placerades tidigare tillsammans med järpar, orrar, ripor och tjädrar i den egna familjen skogshöns (Tetraonidae). Genetiska studier visar dock att de utgör en del av familjen Phasianidae. Där utgör de en klad närmast släkt med kalkoner (Meleagris) och dessa två tillsammans med koklassfasan (Pucrasia macrolopha). Präriehönsen står närmast järparna i Dendragapus.

## Levnadssätt
Spetsstjärtad präriehöna hittas i öppna gräs- eller buskmarker med inslag av träd som asp. Den ses vanligen i små grupper.

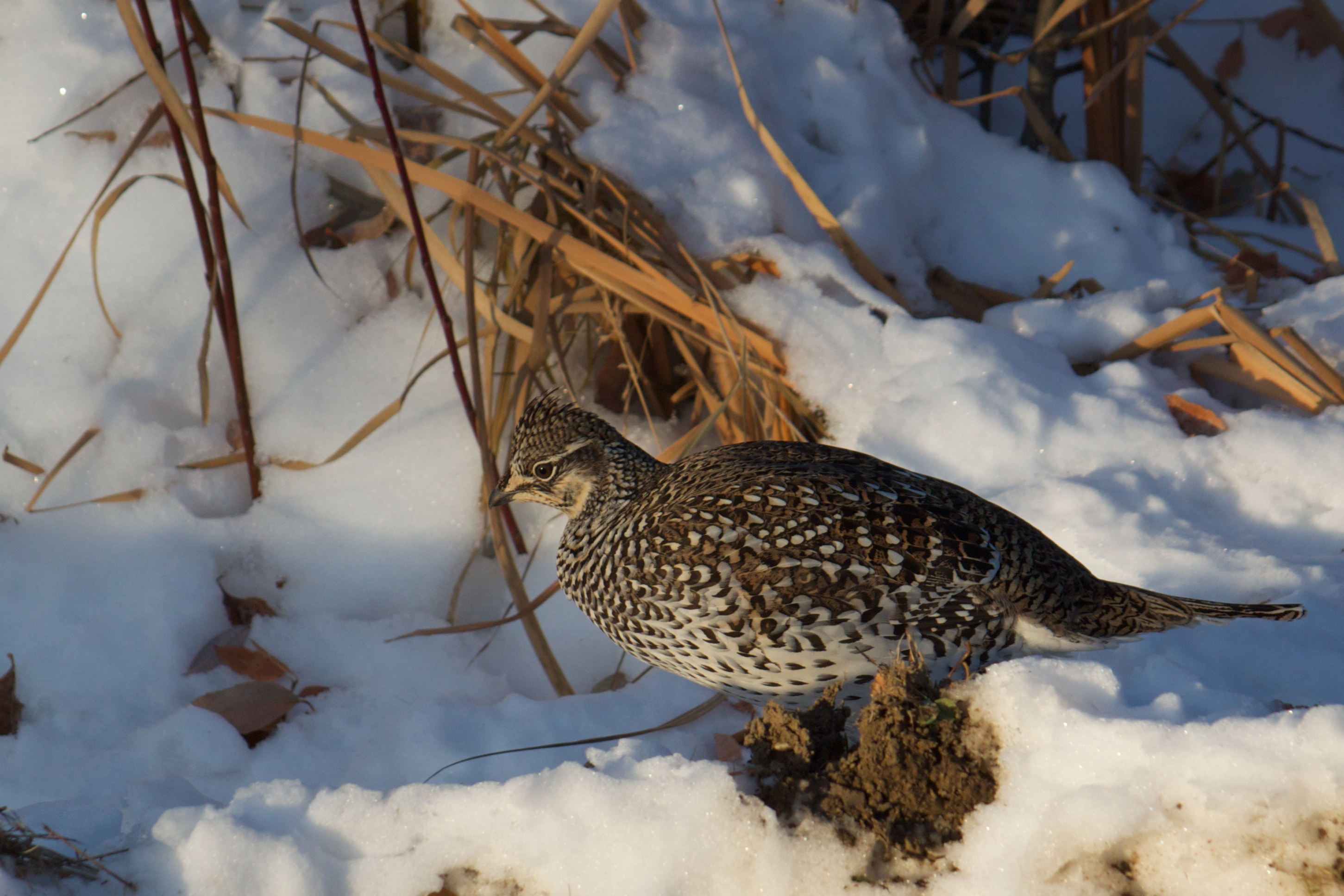

## Status och hot
Arten har ett stort utbredningsområde och en stor population, men tros minska i antal, dock inte tillräckligt kraftigt för att den ska betraktas som hotad.